# 1707 год в музыке

## События
- 29 июня — Иоганн Себастьян Бах занимает должность органиста в церкви Св. Власия в Мюльхаузене,[1] а через четыре месяца женится на своей кузине Марии Барбаре.
- Георг Фридрих Гендель посетил Рим и Венецию, где познакомился с Доменико Скарлатти, с которым состязался в игре на клавире и органе.[2]
- Антонио Кальдара покидает Мантую, чтобы стать капельмейстером князя Русполи в Риме.
- Уильям Крофт занял освободившееся после смерти Джеремайи Кларка место «Мастера детей», преподавателя в Королевской капелле.
- Доменико Циполи становится учеником органиста Джованни Мария Казини во Флоренции.
- Опубликован сборник «отца английских гимнов» Исаака Уоттса «Гимны и духовные песни» (англ. Hymns and Spiritual Songs).

## Классическая музыка
- Томазо Альбинони — Op. 5, 12 Concertos pour violin & B.C.
- Иоганн Себастьян Бах — кантаты
  - «Христос лежал в оковах смерти» (нем. Christ lag in Todes Banden, BWV 4);
  - «Божье время это лучшее время» (нем. Gottes Zeit ist die allerbeste Zeit, BWV 106).
- Алессандро Скарлатти — оратория «Первое убийство или Каин» (итал. Cain, overo Il primo omicidio).
- Георг Фридрих Гендель — оратория «Триумф Времени и Правды» (итал. Il trionfo del tempo e del disinganno).

## Опера
- Томас Клейтон (англ. Thomas Clayton) — «Розамунда» по Джозефу Аддисону.
- Никола Фаго (Nicola Fago) — Radamisto.
- Гендель — «Родриго».
- Иоганн Кристоф Пепуш — «Томирис, королева Скифии» (англ. Thomyris, Queen of Scythia).
- Алессандро Скарлатти —
  - «Митридат Евпатор» (итал. Mitridate Eupatore);
  - «Триумф свободы» (итал. Il trionfo della libertà).
- Агостино Стеффани — Arminio.

## Родились
- 10 апреля — Мишель Корретт, французский композитор и органист, сын композитора Гаспара Корретта (умер 21 января 1795).
- 2 мая — Жан-Батист Баррьер (фр. Jean-Baptiste Barrière), французский виолончелист и композитор (умер 6 июня 1747).
- 18 декабря — Чарльз Уэсли, младший брат основателя методизма Джона Уэсли, автор более 5500 гимнов (умер 17 марта 1788).

Дата неизвестна —
- Мэтью Дюбург (англ. Matthew Dubourg), ирландский скрипач, дирижёр и композитор (умер в 1767).
- Дзанетта Фарусси (итал. Zanetta Farussi), оперная певица, актриса и композитор, мать Джакомо Казановы (умерла 29 ноября 1776).
- Эдвард Харвуд из Даруэна (англ. Edward Harwood of Darwen), английский композитор, автор гимнов (умер в 1787).
- Пьетро Доменико Парадизи (итал. Pietro Domenico Paradisi), итальянский композитор и клавесинист, педагог (умер 25 августа 1791).
- Герман Фридрих Волтмар (нем. Herman Friedrich Voltmar), немецкий композитор (умер 6 мая 1782).

## Умерли
- 9 февраля — Джузеппе Альдровандини (итал. Giuseppe Aldrovandini), итальянский барочный композитор (родился 8 июня 1665).
- 30 марта — Генри Холл (англ. Henry Hall), английский поэт и композитор церковной музыки (родился в 1656).
- 20 апреля — Иоганн Кристоф Деннер, немецкий музыкальный мастер, считающийся изобретателем кларнета (родился 13 августа 1655).[3]
- 9 мая — Дитрих Букстехуде, датско-немецкий органист, один из наиболее известных композиторов эпохи барокко (родился в 1637).
- Июнь — Гаспар Ле Ру (фр. Gaspard Le Roux), французский клавесинист (родился в 1660).
- 20 августа — Николя Жиго (фр. Nicolas Gigault), французский барочный органист и композитор (родился в 1627).
- 5 сентября — Иоганн Георг Даниэль Шпеер (нем. Johann Georg Daniel Speer), немецкий барочный композитор (родился 2 июля 1636).[4]
- 1 декабря — Джеремайя Кларк, английский барочный композитор и органист (родился в 1674).
- Дата неизвестна — Жюли д’Обиньи (фр. Julie d'Aubigny), французская оперная певица, более известная как мадемуазель Мопен или Ла Мопен, главный персонаж романа Теофиля Готье «Мадемуазель Мопен» (фр. Mademoiselle de Maupin, 1835) (родилась в 1670).

Вероятно — Генри Плейфорд (англ. Henry Playford), английский музыкальный издатель, младший сын и единственный известный выживший ребёнок крупнейшего английского издателя и публициста второй половины XVII века Джона Плейфорда (родился в 1657).